# Iris Mårtensson
Anna Iris Mårtensson, född 26 februari 1932 i Färila församling i Gävleborgs län, död där 20 november 1994, var en svensk politiker (socialdemokrat) och riksdagsledamot mellan 1976 och 1991, invald för Gävleborgs läns valkrets.